# Lekkoatletyka na Letnich Igrzyskach Olimpijskich 1980 – sztafeta 4 × 400 m mężczyzn
Sztafetę 4 × 400 metrów mężczyzn podczas XXII Letnich Igrzysk Olimpijskich w Moskwie rozegrano  31 lipca (eliminacje) i 1 sierpnia 1980 (finał) na Stadionie Łużniki. Zwycięzcą została sztafeta Związku Radzieckiego, która biegła w składzie: Remigijus Valiulis, Michaił Linge, Nikołaj Czerniecki i Wiktor Markin.

## Rekordy
|                   | Reprezentacja     | Zawodnicy                                             | Czas    | Data                      | Miejsce |
| ----------------- | ----------------- | ----------------------------------------------------- | ------- | ------------------------- | ------- |
| Rekord świata     | Stany Zjednoczone | Vincent Matthews, Ron Freeman, Larry James, Lee Evans | 2:56,16 | 20 października 1968(dts) | Meksyk  |
| Rekord olimpijski | Stany Zjednoczone | Vincent Matthews, Ron Freeman, Larry James, Lee Evans | 2:56,16 | 20 października 1968(dts) | Meksyk  |

## Wyniki
| Poz. - pozycja |
| – rekord świata \| – rekord krajowy \| – rekord życiowy \| = – wyrównany rekord życiowy \| · – najlepszy wynik w sezonie \| = – wyrównany najlepszy wynik w sezonie \| – rekord olimpijski |
| Fn – falstart \| DNF – nie ukończył \| DNS – nie wystartował \| DSQ – zdyskwalifikowany |

### Eliminacje
24 sztafety przystąpiły do biegów eliminacyjnych. Rozegrano trzy biegi. Do finału awansowały po dwie najlepsze sztafety w każdym biegu (Q) oraz dwie z najlepszymi czasami spośród pozostałych (q).

#### Bieg 1
| Poz. | Państwo      | Zawodnicy                                                                       | Rezultat | Uwagi |
| ---- | ------------ | ------------------------------------------------------------------------------- | -------- | ----- |
| 1    | ZSRR         | Nikołaj Czerniecki, Michaił Linge, Remigijus Valiulis, Wiktor Burakow           | 3:01,8   | Q     |
| 2    | Brazylia     | Paulo Roberto Correia, Antônio Ferreira, Agberto Guimarães, Geraldo José Pegado | 3,04,9   | Q     |
| 3    | Jugosławia   | Željko Knapić, Milovan Savić, Rok Kopitar, Josip Alebić                         | 3,05,3   |       |
| 4    | Polska       | Jan Pawłowicz, Jerzy Pietrzyk, Adam Starostka, Andrzej Stępień                  | 3,05,8   |       |
| 5    | Holandia     | Henk Brouwer, Mario Westbroek, Marcel Klarenbeek, Harry Schulting               | 3:06,0   |       |
| 6    | Hiszpania    | Isidoro Hornillos, Colomán Trabado, Benjamín González, José Casabona            | 3:06,9   |       |
| 7    | Zambia       | Charles Lupiya, Alston Muziyo, Archfell Musango, Davison Lishebo                | 3:14,9   |       |
| 8    | Sierra Leone | William Akabi-Davis, Jimmy Massallay, Sahr Kendor, George Branche               | 3:25,0   |       |

#### Bieg 2
| Poz. | Państwo           | Zawodnicy                                                                        | Rezultat | Uwagi |
| ---- | ----------------- | -------------------------------------------------------------------------------- | -------- | ----- |
| 1    | NRD               | Klaus Thiele, Andreas Knebel, Frank Schaffer, Volker Beck                        | 3:03,4   | Q     |
| 2    | Czechosłowacja    | Josef Lomický, Dušan Malovec, František Břečka, Karel Kolář                      | 3:03,5   | Q,    |
| 3    | Włochy            | Stefano Malinverni, Mauro Zuliani, Roberto Tozzi, Pietro Mennea                  | 3:03,5   | q,    |
| 4    | Trynidad i Tobago | Mike Solomon, Rafer Mohammed, Charles Joseph, Joseph Coombs                      | 3:04,3   | q     |
| 5    | Uganda            | Pius Olowo, Charles Dramiga, John Akii-Bua, Silver Ayoo                          | 3:07,0   |       |
| 6    | Libia             | Bashir Al-Fellah, Salem El-Margini, Ahmed Mohamed Sallouma, El-Mehdi Sallah Diab | 3:16,7   |       |
| 7    | Etiopia           | Besha Tuffa, Kumela Fituma, Asfaw Deble, Atre Bezabeh                            | 3:18,2   |       |
| –    | Belgia            | Eddy De Leeuw, Danny Roelandt, Rik Vandenberghe, Fons Brydenbach                 | DNF      |       |

#### Bieg 3
| Poz. | Państwo         | Zawodnicy                                                                        | Rezultat | Uwagi |
| ---- | --------------- | -------------------------------------------------------------------------------- | -------- | ----- |
| 1    | Francja         | Jacques Fellice, Robert Froissart, Didier Dubois, Francis Demarthon              | 3:05,4   | Q     |
| 2    | Wielka Brytania | Alan Bell, Terry Whitehead, Rod Milne, Glen Cohen                                | 3:05,9   | Q     |
| 3    | Szwajcaria      | Rolf Strittmatter, Peter Haas, Rolf Gisler, Urs Kamber                           | 3:07,2   |       |
| 4    | Irak            | Hussain Ali Nasayyif, Hassan Kadhim, Fahim Abdul Al-Sada, Abbas Laibi            | 3:10,5   |       |
| 5    | Nigeria         | Sunday Uti, Hope Ezeigbo, Felix Imadiyi, Dele Udo                                | 3:14,1   |       |
| 6    | Sri Lanka       | Samararatne Dharmasena, Kosala Sahabandu, Newton Perera, Appunidage Premachandra | 3:14,4   |       |
| 7    | Seszele         | Vincent Confait, Régis Tranquille, Marc Larose, Casimir Pereira                  | 3:19,2   |       |
| –    | Jamajka         | Derrick Peynado, Colin Bradford, Ian Stapleton, Bert Cameron                     | DNF      |       |

### Finał
| Poz. | Państwo           | Zawodnicy                                                                       | Rezultat | Uwagi |
| ---- | ----------------- | ------------------------------------------------------------------------------- | -------- | ----- |
| 1    | ZSRR              | Remigijus Valiulis, Michaił Linge, Nikołaj Czerniecki, Wiktor Markin            | 3:01,08  | [ 4 ] |
| 2    | NRD               | Klaus Thiele, Andreas Knebel, Frank Schaffer, Volker Beck                       | 3:01,26  | [ 5 ] |
| 3    | Włochy            | Stefano Malinverni, Mauro Zuliani, Roberto Tozzi, Pietro Mennea                 | 3:04,3   |       |
| 4    | Francja           | Jacques Fellice, Robert Froissart, Didier Dubois, Francis Demarthon             | 3:04,8   |       |
| 5    | Brazylia          | Paulo Roberto Correia, Antônio Ferreira, Agberto Guimarães, Geraldo José Pegado | 3:05,9   |       |
| 6    | Trynidad i Tobago | Joseph Coombs, Charles Joseph, Rafer Mohammed, Mike Solomon                     | 3:06,6   |       |
| 7    | Czechosłowacja    | Josef Lomický, Dušan Malovec, František Břečka, Karel Kolář                     | 3:07,0   |       |
| –    | Wielka Brytania   | Alan Bell, Terry Whitehead, Rod Milne, Glen Cohen                               | DNF      |       |